# Kliniskt dop
Kliniskt dop kallades i den äldre kyrkan ett på sjuksängen (grekiska: kline) meddelat nöddop. Cyprianus, Augustinus och andra kyrkofäder förklarar ett sådant dop giltigt. Meningarna var dock delade om nödvändigheten av dess förnyande, om den sjuke tillfrisknade. På synoden i Neo-Cæsarea 314 beslöts emellertid, att ingen clinicus (så kallades den som blivit upptagen i kyrkan genom kliniskt dop) skulle få vigas till präst. Sedan barndopet blivit allmänt, bortföll helt naturligt alla spörsmål om det kliniska dopet. Dock innehöll senare kyrkoförordningar länge stadgandet, att ingen, som undfått kliniskt dop kunde väljas till biskop.